# 동창선초등학교
동창선초등학교는 대한민국 경상남도 남해군 창선면 연곡로 13(오용리 473-1)에 있었던 공립 초등학교이다.

## 학교 연혁
- 1940년 4월 15일 동창선공립심상소학교 설립인가
- 1941년 4월 2일 동창선공립국민학교로 개칭
- 1946년 9월 1일 7학급 편성
- 1996년 3월 1일 동창선초등학교로 개칭
- 1999년 2월 19일 제54회 졸업식 (3,981명)
- 1999년 9월 1일 창선초등학교에 통폐합